# هاري بيرتون (عالم مصريات)
هاري بيرتون (13 سبتمبر 1879 - 27 يونيو 1940) كان مصورًا إنكليزيًا للآثار وعالم مصريات، اُشتهر بصوره لـ حفريات وادي الملوك في مصر. أشهر صوره هي التي وثقت أعمال التنقيب التي قام بها هوارد كارتر في مقبرة توت عنخ آمون من عام 1922 لعام 1932 والتي يبلغ عددها 1400 صورة.

## حياته وعمله

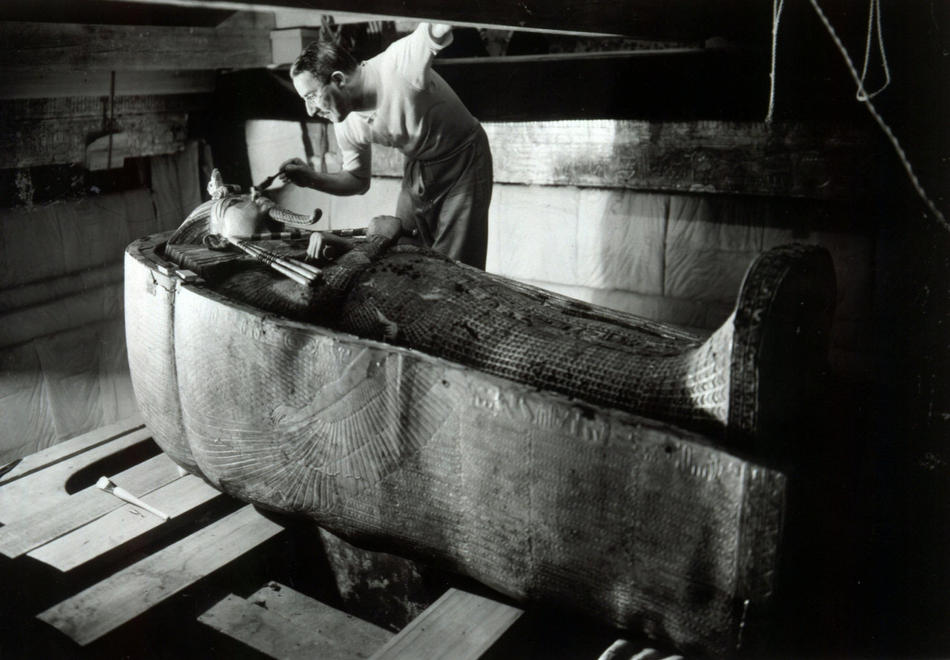
هوارد كارتر في مقبرة توت عنخ آمون، تصوير هاري بيرتون

وُلد في ستامفورد، لينكولنشاير، إنجلترا، لأبيه نجار الموبيليا ويليام بيرتون "William Burton"، وأمه آن هوفتون "Ann Hufton"، وكان الطفل الخامس من بين أحد عشر طفلاً. 
خلال سنوات مراهقته، عمل مع المؤرخ الفني روبرت هنري هوبارت كاست "Robert Henry Hobart Cust"، وفي عام 1896 انتقل إلى فلورنسا بإيطاليا، حيث عمل سكرتيرًا لكاست واشتهر كمصور فني.
أثناء وجوده في فلورنسا، التقى بيرتون بثيودور م. ديفيس، وهو محام أمريكي ثري مول عددًا من عمليات التنقيب عن المقابر القديمة في مصر. وعندما عاد كاست لإنجلترا في عام 1910، ذهب بيرتون إلى مصر، حيث وظفه ديفيس كمصور لتسجيل أعمال التنقيب، بما في ذلك تصوير القطع الأثرية التي عُثِرَ عليها. كما أشرف بيرتون على عدد من حفريات وإخلاء المقابر، بما في ذلك مقبرة 3 ومقبرة 47 في عام 1912، ومقبرة 7 في 1913-1914.
عندما تخلى ديفيس عن تصريح التنقيب في عام 1914، عمل بيرتون مع البعثة المصرية التابعة لمتحف المتروبوليتان للفنون كمصور رسمي، وغالبًا عمل بشكل وثيق مع هربرت إي وينلوك "Herbert Eustis Winlock". على مدى السنوات القليلة التالية، عمل بيرتون مع فريق متروبوليتان في العديد من مواقع الحفريات، معظمها حول طيبة. ظهرت صوره بكثرة في نشرة متحف متروبوليتان للفنون ومنشوراته الأخرى، على الرغم من عدم ذكر المصور في أحيان عديدة.

### مقبرة توت عنخ آمون
اكتشف هوارد كارتر قبر توت عنخ آمون في نوفمبر 1922، وكانت محتوياته سليمة إلى حد كبير. أدرك كارتر أن «الحاجة الأولى والأهم كانت للتصوير الفوتوغرافي، فلا يمكن لمس أي شيء حتى يتم عمل سجل فوتوغرافي كامل، وهي مهمة تحتاج لمهارة فنية عالية.» فريق التنقيب في متحف متروبوليتان، والذي كان يعمل في مكان قريب، وافق بسهولة على طلب كارتر لإعارة بيرتون لتصوير نتائج التنقيب البريطاني في مقبرة توت عنخ آمون رسميًا.
التقط أول صوره للمقبرة في 27 ديسمبر 1922، بعدها قضى بيرتون ما يقرب من عشر سنوات في تصوير مقبرة توت عنخ آمون ومحتوياتها، وحُفِظت أكثر من 1400 صورة فوتوغرافية. استخدم بيرتون ألواح زجاجية من جيلاتين الفضة سجلت صورة مفصلة عالية الجودة. بالنسبة للإضاءة، فضل بيرتون ضوء الشمس المنعكس بالمرايا على القبر، أحيانًا لمسافة 100 قدم، وكان يتم تحريك العاكسات باستمرار لضمان توزيع الضوء بالتساوي على الأشياء المُصورة. استفاد بيرتون أيضًا من مصباحين كهربائيين قويين متحركين وضعهما كارتر في القبر المظلم، لإنتاج ضوء متساوٍ يمكن أن ينتج صورة فوتوغرافية عالية الجودة عند التعرض البطيء. لتحميض الصور، استخدم بيرتون قبرًا قريبًا تم إخلاءه سابقًا، وبذا كان بيرتون في مشاوير مستمرة بين القبرين. علق كارتر قائلاً: «هذه المشاوير الدورية من قبر إلى قبر كانت بمثابة هدية من السماء لحشود الزائرين الفضوليين والذين ظلوا ساهرين على القبر، حيث كانت هذه الإثارة الوحيدة لهم خلال أيام عديدة في فصل الشتاء». استفاد بيرتون من لوحات لوميير ذاتية التلوين "Autochrome Lumière"، حيث نشرت أخبار لندن المصورة صوره الملونة في نوفمبر عام 1923.
بالإضافة إلى ذلك، تعلم بيرتون تشغيل كاميرا الصور المتحركة (الأفلام)، التي اعارها له "Samuel Goldwyn Productions"، واستخدمها لتسجيل فتح تابوت توت عنخ آمون في فبراير 1924،  ولإظهار المحتويات أثناء إزالتها من القبر. كما أنتج بعضًا من أقدم لقطات الأفلام الوثائقية عن الحياة في وادي النيل.
أثناء العمل في مقبرة توت عنخ آمون، واصل بيرتون القيام بأعمال التصوير الفوتوغرافي لصالح متحف متروبوليتان في منطقة الدير البحري القريبة، واستغرق هذا الكثير من وقته منذ عام 1927. ومع ذلك استمر في دعم كارتر حتى الانتهاء من إخلاء محتويات مقبرة توت عنخ آمون في عام 1932،  وظلا متعاونين معا بصورة جيدة.

### أعماله اللاحقة
عمل بيرتون مع متحف المتروبوليتان من عام 1931 إلى عام 1934 في منطقة اللشت. وبقي في مصر بعد أن توقف متحف متروبوليتان عن أعمال التنقيب الرئيسية عام 1935، واستمر في تسجيل الآثار والتحف الأخرى.
في عام 1931، عين كارتر بيرتون كمنفذ لوصيته. وبعد وفاة كارتر في مارس 1939، تعرف بيرتون على ما لا يقل عن ثمانية عشر قطعة من مجموعة آثار كارتر المأخوذة من قبر توت عنخ آمون دون إذن. نظرًا لأنها مسألة حساسة يمكن أن تؤثر على العلاقات الإنجليزية المصرية، فقد سأل بيرتون النصيحة من العديد ممن حوله، وأخيرًا وصى بعرضها أو بيعها سراً لمتحف متروبوليتان للفنون، مع انتقال معظمها في النهاية إما إلى هناك أو إلى المتحف المصري في القاهرة. لاحقاً أعيدت مقتنيات متحف متروبوليتان إلى مصر.
بدأت صحة بيرتون في التدهور منذ عام 1937. توفي في مصر بمرض السكري في 27 يونيو 1940 عن عمر يناهز 60 عاما. ودفن في المقبرة الأمريكية بأسيوط.
تزوج بيرتون من ميني كاثرين يونغ في 18 يوليو 1914 في مكتب تسجيل تشيلسي في لندن. عندما لم يكونوا في مصر، كانوا يعيشون بشكل أساسي في فلورنسا، حيث غالبًا ما كان يزورهم هوارد كارتر. عاشت ميني بعد وفاة زوجها، وتوفت في فلورنسا في مايو 1957. ولم يكن لهم أطفال.

## تراثه
في حين أن 1400 صورة  من قبر توت عنخ آمون معروفة على نطاق واسع، ولعبت دورًا مهمًا في «الهوس بالمصريات» في عشرينيات القرن الماضي، أنتج بيرتون أيضًا العديد من الصور الفوتوغرافية الأخرى عالية الجودة، بما في ذلك 7500 صورة لمتحف المتروبوليتان، منهم أكثر من 3000 صورة لمقابر وآثار طيبة و600 صورة للقطع الأثرية في القاهرة وإيطاليا.
غالبًا لم يحظ دور بيرتون الرئيسي في تصوير الاكتشافات الأثرية بما في ذلك المتعلقة بتوت عنخ آمون بالتقدير الكافي، نُشرت صوره بشكل متكرر دون ذكر مصورها، ونادراً ما ظهر في التقارير الصحفية، وذُكِرَ بصورة مقتضبة في الكتب المعاصرة. ومع ذلك، فقد اكتسب سمعة طيبة بين علماء المصريات باعتباره أفضل مصور أثري في ذلك الوقت. قدّر كارتر عمله تقديراً عالياً، واصفاً صوره بأنها «ذات جمال استثنائي بالإضافة لقيمتها الأثرية الكبيرة». في مايو 1923، كتب كارتر إلى ألبرت ليثجوي "Albert Lythgoe" الذي وافق على إعارة بورتون من عمله مع المتروبوليتان، مؤكدًا أن بيرتون قد أتم عمله «بطريقة رائعة ومثيرة للإعجاب. في الحقيقة، لا أعرف كيف أشيد بعمله بشكلٍ كافٍ. كان لديه مهمة ضخمة قام بها حتى النهاية بأكثر الطرق فعالية، وأود أن أنقل من خلالكم خالص امتناني إلى الأمناء والمدير على مساعدته الطيبة».
ظهرت صور بورتون في عدد من المعارض:
- 2001: مصور الفرعون: هاري بيرتون وتوت عنخ آمون وبعثة متروبوليتان المصرية في متحف المتروبوليتان للفنون.[6]
- 2006: أشياء رائعة! اكتشاف مقبرة توت عنخ آمون: صور هاري بيرتون، المعهد الشرقي بجامعة شيكاغو؛[14]
- 2006-2007: اكتشاف توت عنخ آمون: صور هاري بيرتون في متحف متروبوليتان للفنون؛[8]
- 2014: اكتشاف توت عنخ آمون، في متحف أشموليان، أكسفورد، العديد من صور بورتون الأصلية جنبًا إلى جنب مع السجلات والرسومات من معهد جريفيث.[15]
- 2018: تصوير توت عنخ آمون، في متحف علم الآثار والأنثروبولوجيا بجامعة كامبريدج، أظهر العديد من صور هاري بيرتون.[11]